# Sonic Mania
Sonic Mania (japanisch ソニックマニア, Hepburn: Sonikku Mania) ist ein 2D-Jump-’n’-Run-Computerspiel, das von den Entwicklerstudios Christian Whitehead, Headcannon, PagodaWest Games sowie Tantalus Media entwickelt und von Sega erstmals am 15. August 2017 für PlayStation 4, Xbox One und Nintendo Switch veröffentlicht wurde.
Nachdem die früheren Sonic-Fangame-Entwickler wie Christian Whitehead oder Headcannons Simon Thomley, besser unter seinem Synonym Stealth bekannt, für Sega bereits die neueren Smartphone-Remasters von Sonic the Hedgehog CD, Sonic the Hedgehog und Sonic the Hedgehog 2 veröffentlichten, beauftragte Sega sie mit einem neuen 2D-Sonicspiel im Retrolook. Die motivierten Entwickler setzten alles daran, um ein möglichst überzeugendes neues, Retro-Sonic zu erschaffen, in dem alte Level neu erlebt werden können, aber auch komplett neue Welten auf die Spieler warten.
Zur Überraschung von Sega übertraf das finale Produkt Sonic Mania alle Erwartungen und erzielte die höchsten Wertungen von Sonic-Spielen seit 25 Jahren. Eigentlich nur als digitaler Download geplant, sollte eine physische Retail-Version des Spiels weitere Inhalte bieten können. So erschien Sonic Mania Plus mit neuen Inhalten und spielbaren Charakteren, Mighty the Armadillo und Ray the Flying Squirrel, die man zuvor aus dem Arcade-Spielhallenautomaten SegaSonic the Hedgehog (1993) kannte, als digitaler DLC und als physisches Retail-Gesamtpaket im Juli 2018.
Es ist der Nachfolger von Sonic the Hedgehog 4: Episode II (2012) und der Vorgänger von Sonic Superstars (2023).

## Handlung
Nach den Ereignissen von Sonic & Knuckles (1994) bemerkt Tails eine unbekannte Energiequelle auf der schwebenden Insel Angel Island. Dort angekommen, stellen Sonic und Tails fest, dass dieses Signal auch Dr. Eggman nicht verborgen blieb, der seine EggRobos bereits aussandte, um dieser Energiequelle nachzugehen. Sie führt auf den mysteriösen Phantom Ruby zurück, der von den EggRobos zuerst gefunden sowie ausgegraben wird und verleiht den EggRobos sofort einen Teil seiner mysteriösen Macht, welches sie in die stärkeren Hard Boiled Heavies verwandelt. Sonic, Tails und Knuckles als Hüter von Angel Island nehmen die Verfolgung an den Hard Boiled Heavies auf und bereisen dabei neue sowie wegen der Macht des Phantom Ruby bereits gesehene Orte, an denen sie immer wieder in Auseinandersetzungen mit Dr. Eggman und den Hard Boiled Heavies geraten.
Mit der Macht des Phantom Ruby kann Dr. Eggman schließlich sogar den Little Planet aus Sonic the Hedgehog CD (1993) zurückholen. In seiner dortigen, neuen Festung kommt es zum Kampf zwischen den Helden und Dr. Eggman. Doch nur wenn der Spieler alle sieben Chaos Emeralds gesammelt hat, kommt es zum wahren Finale: Dabei schickt der Phantom Ruby Sonic und Dr. Eggman in eine andere Dimension, in der der Anführer der Hard Boiled Heavies, der Heavy King, Dr. Eggman in den Rücken fällt. Sonic verwandelt sich in Super Sonic und muss in einer Art Battle Royale sowohl Dr. Eggman als auch den Heavy King besiegen. Nach dem Kampf reagiert der Phantom Ruby auf die Chaos Emeralds, entzieht Sonic seine Super-Form und erschafft ein Wurmloch, in das Sonic gesogen wird und direkt zu den Geschehnisse von Sonic Forces (2017) gelangt. In ihrer Welt werden Tails und Knuckles Zeuge, wie der Little Planet erneut verschwindet.

## Gameplay
In Sonic Mania übernimmt der Spieler wahlweise die Kontrolle über den blauen Igel Sonic, der von Tails auf Schritt und Tritt begleitet wird, oder alleine als Sonic the Hedgehog, Miles Tails Prower oder Knuckles the Echidna (sowie in der Plus-Variante des Spiels die Charaktere Mighty the Armadillo und Ray the Flying Squirrel) in einem sidescrollenden 2D-Jump-'n'-Run. Das Leveldesign passt sich mit Sprungfedern, Loopings und mehr dem dynamischen, schnellen Spielgefühl an. Neben dem Steuerkreuz (oder wahlweise Control Stik) zur Bewegung ist nur ein Aktionsknopf zum Springen nötig. In springender oder rollender Form, Spin Attack genannt, können die fünf Spielfiguren ihre Gegner besiegen oder Itemboxen in Form von Monitoren öffnen. Wenn man mit dem Steuerkreuz nach unten die Spielfigur ducken lässt und dann die Sprungtaste betätigt und loslässt, kann sie mit dem Spin Dash aus dem Stand schnell mit der Spin Attack nach vorne preschen. Neu ist Sonics Drop Dash, der, wenn man in der Luft nochmals die Sprung-Taste drückt, Sonic bei Bodenberührung sofort wieder nach vorne schnellen lässt (es ist in den Optionen jedoch möglich, Sonic stattdessen seine früheren Fähigkeiten Super Peel-Out oder den Insta-Shield wieder zu geben). Tails kann mit der Sprungtaste nach einem Sprung in der Luft für begrenzte Zeit in der Luft fliegen oder unter Wasser schwimmen, während Knuckles beginnt, in der Luft in die gewählte Richtung zu schweben. Wenn Knuckles an einer Wand landet, kann er sich daran festklammern und hoch- oder runterklettern. Mighty verfügt auf diese Weise über eine harte Stampfattacke und er nimmt bei Erstkontakt mit Stacheln noch keinen Schaden, während Ray permanent schweben kann, aber dafür immer wieder an Höhe gewinnen und wieder fallen muss. Bei Berührung können die goldenen Ringe eingesammelt werden; Nimmt die Spielfigur Schaden, verliert sie die Ringe. Nimmt die Spielfigur Schaden, ohne Ringe zu besitzen, fällt in einen tödlichen Abgrund, wird zerquetscht oder ertrinkt, verliert sie ein Extraleben, von denen man zu Spielbeginn drei besitzt. Sammelt man 100 Ringe, erhält man ein weiteres Extraleben. Auch in den Monitoren, auf dessen Bildschirm das jeweilige enthaltene Item angezeigt wird, kann ein Extraleben, zehn Ringe, ein einfaches Schutzschild, ein Flammenschild (Schutz vor Feuer und Lava, Frontalattacke bei Sprungtaste in der Luft), ein Wasserschild (unbegrenzt unter Wasser atmen, auf Boden aufprallen und höher springen bei Sprungtaste im Sprung), ein Elektroschild (Schutz vor Elektrizität, zieht Ringe magnetisch an), vorübergehende erhöhte Geschwindigkeit, vorübergehende Unverwundbarkeit oder im Falle eines Dr. Robotnik-Monitors Schadenzufuhr enthalten sein. Hinzu kommen die Charakter-, Charakterwechsel- oder Zufalls-Monitore im Encore-Modus der Plus-Version und der S-Monitor im Debug-Modus. Checkpoints in Form von Laternen markieren bei einem Lebensverlust den Rücksetzpunkt. Auch werden bei allen Aktionen Punkte gesammelt, die wiederum "Continues" geben können, sodass das Spiel trotz Verlust sämtlicher Extraleben fortgesetzt werden kann. Die meisten Gegner können mit der Spin Attack besiegt werden, was Punkte bringt und die gefangenen Tiere befreit.
Das Spiel besteht aus zwölf regulären Zonen (Green Hill Zone, Chemical Plant Zone, Studiopolis Zone, Flying Battery Zone, Press Garden Zone, Stardust Speedway Zone, Hydrocity Zone, Mirage Saloon Zone, Oil Ocean Zone, Lava Reef Zone, Metallic Madness Zone und Titanic Monarch Zone) mit je zwei Acts, die als Level definiert werden können. Der Encore-Modus in Sonic Mania Plus startet zudem zusätzlich zuvor mit einem einzelnen Act in der Angel Island Zone. Sonic kann die finale Egg Reverie Zone nur erreichen, wenn alle sieben Chaos Emeralds gesammelt wurden. Jede Zone hat dabei ihre eigene Thematik, Aussehen und Gegner-Vielfalt. Im Spiel unterscheiden sich die beiden Acts oft soundtechnisch und grafisch untereinander, etwa weil sich die Umgebungen nicht abrupt nach einem Ladebildschirm ändern, sondern zusammenhängen und so das jeweils nächste Level ohne spürbare Ladezeit weitergespielt werden kann. Bei bereits aus früheren Sonic-Spielen bekannten Zonen versucht der erste Act die Level größtenteils identisch vom Levelaufbau zu lassen und nur in fließendem Übergang zu erweitern, während der zweite Act oft komplett neue Wege geht und die Zonen in vollkommen neuem Licht darstellt sowie mit neuen Spielelementen bereichert. Am Ende jedes ersten Acts wartet zudem ein Kampf gegen eine von Dr. Robotniks Maschinen, am Ende jedes zweiten Acts gegen Widersacher Dr. Robotnik selbst oder einen der Hard Boiled Heavies. Wenn die Spielfigur mit mindestens 50 Ringen einen Checkpoint aktiviert, kann sie unmittelbar über dem Checkpoint durch einen Sternenkreis in eine von zwei Bonus Stages gelangen: Im Mania Modus sind diese neue Level des Blue Spheres-Minispiels aus Sonic the Hedgehog 3 und Sonic & Knuckles, in dem man alle blauen Kugeln durch Berühren in rote Kugeln verwandelt, während es sich im Encore-Modus um einen Pinball-Tisch handelt. Innerhalb aller Acts sind große Ringe an entlegenen Orten versteckt, durch die die Spielfigur zu den sieben Special Stages gelangt, wo es jeweils einen der sieben im Spiel befindlichen Chaos Emeralds zu finden gibt, indem man in einem flachen 3D-Parcours, der am ehesten an die Special Stage von Sonic the Hedgehog CD erinnert, ein schnelles UFO erreichen muss. Die dortigen Kugeln sorgen für Geschwindigkeitszunahme der Spielfigur, während das Einsammeln der Ringe dort das Zeitlimit wieder erhöht. Im Encore-Modus sind diese Special Stages nochmals deutlich schwieriger. Sobald man alle sieben Chaos Emeralds gesammelt hat, kann sich die Spielfigur, wenn sie mindestens 50 Ringe besitzt, mittels der Sprungtaste in einem Sprung in ihre Super-Form verwandeln. Neben Super Sonic, Super Tails und Super Knuckles tauchen so zum allerersten Mal Super Mighty und Super Ray auf. In dieser Form ist der Spieler unverwundbar, deutlich schneller und springt höher, jedoch zählt die Ringanzahl stetig rückwärts. Sobald alle Ringe aufgebraucht sind, verwandelt man sich in seine Normalform zurück. Im Encore-Modus von Sonic Mania Plus kann man alle fünf Charaktere abwechselnd spielen und die Zonen verfügen über veränderte Farbpaletten. Es gibt ein Speichermenü wie in Sonic the Hedgehog 3 und einen Competition-Mode wie in Sonic the Hedgehog 2 (1992), man kann einen Mean Bean-Modus wie in Dr. Robotnik’s Mean Bean Machine (1993) freischalten, wenn man im Hauptspiel den entsprechenden Bosskampf geschafft hat, zudem gibt es einen Time Attack-Modus, Extras und Optionen.

### Level
| Nr. | Zone                   | Ursprungsspiel        | Acts | Bosskämpfe                       | Gegner                                                                         |
| --- | ---------------------- | --------------------- | ---- | -------------------------------- | ------------------------------------------------------------------------------ |
| 1   | Green Hill Zone        | Sonic the Hedgehog    | 2    | DD Wrecker, Death Egg Robot      | Buzz Bomber, Crabmeat, Moto Bug, Chopper, Newtron, Batbrain                    |
| 2   | Chemical Plant Zone    | Sonic the Hedgehog 2  | 2    | Amoeba Droid, Mean Bean Machine  | Spiny, Grabber, Caterkiller Jr.                                                |
| 3   | Studiopolis Zone       | Sonic Mania           | 2    | Heavy Gunner, Weather Globe      | Canister, Mic Drop, Shutterbug, Tubinaut                                       |
| 4   | Flying Battery Zone    | Sonic & Knuckles      | 2    | Big Squeeze, Spider Mobile       | Blaster, Clucker, Madmole, Technosqueek                                        |
| 5   | Press Garden Zone      | Sonic Mania           | 2    | Shiversaw, Heavy Shinobi         | Asteron, Dragonfly, IceBomba, Juggle Saw, Splats, Woodrow                      |
| 6   | Stardust Speedway Zone | Sonic the Hedgehog CD | 2    | Hotaru Hi-Watt, Metal Sonic      | Dango, Hotaru, Kabasira, Kanabun                                               |
| 7   | Hydrocity Zone         | Sonic the Hedgehog 3  | 2    | Dive Eggman, Laundro-Mobile      | Blastoid, Bugernaut, Jawz, Jellygnite, Mega Chopper, Pointdexter, Turbo Spiker |
| 8   | Mirage Saloon Zone     | Sonic Mania           | 2    | Uber Caterkiller, Heavy Magician | Armadiloid, Bumpalo, Cactula, Rattlekiller, Roller Mk. II, Vultron             |
| 9   | Oil Ocean Zone         | Sonic the Hedgehog 2  | 2    | Meter Droid, Mega Octus          | Aquis, Gohla, Octus                                                            |
| 10  | Lava Reef Zone         | Sonic & Knuckles      | 2    | Drillerdroid, Heavy Rider        | Iwamodoki, Fireworm, Rexon, Toxomister                                         |
| 11  | Metallic Madness Zone  | Sonic the Hedgehog CD | 2    | Egg Pistons mk.II, Gachapandora  | Matryoshka-Bom, Mecha-Bu, Poh-Bee, Scarab                                      |
| 12  | Titanic Monarch Zone   | Sonic Mania           | 2    | Crimson Eye, Phantom Egg         | Ball Hog, Flasher Mk. II, Sentry Bug, Turbo Turtle                             |
| 13  | Egg Reverie Zone       | Sonic Mania           | 1    | Phantom King, Klepto Mobile      | -                                                                              |

## Entwicklung
Nach der Veröffentlichung des mangelhaften Ports des ersten Sonic-Spiels namens Sonic the Hedgehog Genesis (2006) für den Game Boy Advance war es Simon Thomley, unter seinem Synonym Stealth, der in Kürze und komplett alleine einen technisch einwandfreien Port von Sonic the Hedgehog auf dem Game Boy Advance umsetzen konnte. Auch der Australier Christian Whitehead konnte in seiner Freizeit Sonic the Hedgehog CD für Smartphone- und Mobilgeräte in 16:9 mit technischen Verbesserungen umsetzen. Diese Fähigkeiten beeindruckten Sega so sehr, dass Sega Christian Whitehead und Simon Thomley Smartphone-Remasters von Sonic the Hedgehog CD, Sonic the Hedgehog und schließlich Sonic the Hedgehog 2 in Auftrag gaben und sich hochzufrieden mit den Ergebnissen zeigten.
Im Anschluss bekamen Christian Whitehead und Simon Thomley im Jahre 2015 den Auftrag, ein neues Sonic-Spiel im Retro-Look unter der Aufsicht des Sonic-Team-Chefs Takashi Iizuka zu entwickeln. Simon Thomley gründete dafür seine Firma und nannte sie Headcannon. Die beiden kannten sich mit den besten Leuten der Sonic-Fan- und Hacking-Szene aus, die es verstanden, was ein gutes Sonic-Spiel ausmacht. Für die musikalische Untermalung holten sie Tee Lopes von der ebenfalls dafür neugegründeten Firma PagodaWest Games ins Boot, der bereits jahrelang bekannte und vielgeklickte Remixes von Soundtracks früherer Sonic-Spiele auf YouTube hochlud. Ebenfalls zu PagodaWest Games gehörten der Leveldesigner Jared Kasl und Art Director Tom Fry. Für das Opening, das Ending und die Zwischensequenzen zeichnete Tyson Hesse verantwortlich, der zuvor bereits an den Sonic-Comics von Archie Comics mitgewirkt hatte. Mit der Zeit arbeiteten immer mehr frühere Sonic-Fangameersteller am neuen Spiel mit, welches zunächst den Namen Sonic Discovery trug. Später hielt man den Namen Sonic Mania für noch passender, da das Spiel "als Produkt der Leidenschaft", wie Iizuka es nannte, "by the mania, for the mania", entwickelt wurde.
Die erste, fertiggestellte Zone des Spiels war die Studiopolis Zone, da Christian Whitehead diese ursprünglich für ein eigenes Sonic-Fangame entworfen und erstellt hatte, sie nun aber für ein offizielles Sonic-Spiel verwenden konnte. Gefolgt von der Mirage Saloon Zone, welche auf eine ursprünglich für Sonic the Hedgehog 2 geplante Wüstenzone namens Dust Hill Zone basierte. Es gab eine Vorauswahl an möglichen Zonen, die von früheren Sonic-Spielen in Sonic Mania neu umgesetzt werden könnten. Zunächst sollte es Abstimmungen geben, welche dieser acht Zonen der Vorauswahl es tatsächlich ins fertige Spiel schaffen würden. Doch das Team war so motiviert und voller Tatendrang, dass sie es schafften, alle diese acht zur Vorauswahl stehenden Zonen früherer Sonic-Spiele vollumfänglich in Sonic Mania zu implementieren und zu bereichern.
Im Juli 2016 wurde Sonic Mania zusammen mit Sonic Forces vom Sonic Team im Rahmen des 25-jährigen Jubiläums des Igels auf der Comic-Con 2016 vorgestellt. In der Folge war Sonic Mania auch auf dem Nintendo-Switch-Reveal-Event in Offenbach, der Messe South by Southwest (SXSW) und auf der Electronic Entertainment Expo 2017 vertreten. Die digitale Veröffentlichung fand am 15. August 2017 in Nordamerika und Europa sowie am Folgetag im Japan statt. Im amerikanischen Raum gab es eine Collectors Edition, die mit einem retrogehaltenen Werbespot im Stile des damaligen Sonic-the-Hedgehog-2-Werbespots beworben wurde. Vom März bis Juli 2018 wurde auf dem offiziellen YouTubekanal die fünfteilige Animationsserie Sonic Mania Adventures veröffentlicht, die Sonic Mania Plus bewarb.
Nach dem Erfolg beschlossen die Entwickler von Sonic Mania im Jahre 2019, ihre Entwicklerstudios Christian Whitehead, Headcannon und PagodaWest Games zu vereinen. Dieses Entwicklerstudio trägt den Namen Evening Star.

## Sonic Mania Plus
Sonic Mania Plus (japanisch ソニックマニアプラス, Hepburn: Sonikku Mania Purasu) ist ein 2D-Jump-’n’-Run-Computerspiel, das von den Entwicklerstudios Christian Whitehead, Headcannon, PagodaWest Games sowie Hyperkinetic Studios entwickelt und von Sega erstmals am 17. Juli 2018 für PlayStation 4, Xbox One, Nintendo Switch und Microsoft Windows veröffentlicht wurde.
Da Sonic Mania nur digital verfügbar war, erschien Sonic Mania Plus als physische Retailfassung mit neuen Inhalten, welche sich Besitzer von Sonic Mania als DLC dazuerwerben konnten. Die größte Neuerung stellte der Encore-Modus dar, der einen kurzen Abschnitt der Angel Island Zone aus Sonic the Hedgehog 3 (1994) und die neuen, spielbaren Charaktere Mighty the Armadillo und Ray the Flying Squirrel aus SegaSonic the Hedgehog (1993) hinzufügte. Im Laufe des Encore-Modus kann man in den Leveln mit neuen Farbpaletten alle fünf spielbaren Charaktere erhalten und bis zu zwei gleichzeitig auf dem Bildschirm haben sowie mit entsprechenden Itemboxen durchwechseln. Die bekannte Bonus-Stage wurde durch einen Pinball-Bonuslevel ersetzt, hinzu kommt eine angepasste Openingsequenz, der 4-Player Competition Mode, der & Knuckles-Modus (Spielfigur wird immer von Knuckles begleitet, im Falle von Knuckles spielt man also mit zwei Knuckles, was einen neuen Endingscreen nach Abschließen mit Knuckles & Knuckles zufolge hat) und Replays von Time Attack-Speicherständen.
Für die Plus-Variante kam Hyperkinetic Studios als zusätzliches Entwicklerstudio hinzu. Der ursprüngliche Komponist Tee Lopes war aufgrund seiner Beschäftigung an der Kurzserie Sonic Mania Adventures diesmal nicht beteiligt, die neuen Sounds entstammten Hunter Bridges und Falk Au Yeong.

## Trivia und Easter Eggs
Neben offensichtlichen, bekannten Inhalten aus früheren Sonic-Spielen, wie wiederkehrende Charaktere, Level, Gegner, Bosskämpfe, Bonus- oder Special-Stages, der an Dr. Robotnik's Mean Bean Machine (1993) angelehnten Puzzle-Passage oder dem & Knuckles-Modus, trotzt Sonic Mania nur so auch vor dezenteren und unterschwelligen Anspielungen, Referenzen und Geheimnissen.
Nachdem in Sonic Mania Plus mit Mighty the Armadillo und Ray the Flying Squirrel zwei Charaktere aus dem für viele bereits längst vergessenen Arcade-Spielhallenautomat SegaSonic the Hedgehog (1993) wieder auftraten, so steht man bei einem Bosskampf in der Mirage Saloon Zone ebenfalls sehr selten aufgetretenen Charakteren vergangener Sonic-Spiele wieder gegenüber: Fang the Hunter (auch bekannt als Nack the Weasel) aus Sonic the Hedgehog Triple Trouble (1994, Sega Game Gear) und Sonic Drift 2 (1995, Sega Game Gear), sowie Bean the Dynamite und Bark the Polar Bear aus Sonic the Fighters (aka Sonic Championship, 1996, Arcade), auch wenn diese nur Illusionen bzw. Verwandlungen des Heavy Magician darstellen und "Wanted"-Plakate dieser drei Charaktere in der ganzen Zone verteilt sind. Dabei hört man zudem auch Soundfiles der Game Gear-Sonicspiele.
Die Studiopolis Zone verfügt über die höchste Dichte an Easter Eggs. Hier kann die Spielfigur unter anderem in eine Popcornmaschine namens SegaSonic Popcorn Shop geraten und wird zusammen mit Popcorn in die Luft geschleudert. Solch ein Popcornshop wurde 1993 exklusiv in Japan tatsächlich als ein Arcade-Spielhallenautomat namens SegaSonic Popcorn Shop veröffentlicht. Auch befinden sich in der Zone kleine Übertragungsfahrzeuge mit der Aufschrift "Hornet" in Anlehnung an das populärste Fahrzeug in Daytona USA (1994, Arcade, PC, Sega Saturn, Sega Dreamcast), in dem Sonic auch einen Cameo-Auftritt hatte. Manche Fernseher hier ähneln dem Sega Game Gear in Form und Farbe. Der Neonlicht-Schriftzug "Pink Bot" ist aufgebaut wie der "Pine Bot"-Schriftzug in Streets of Rage (1991, Sega Mega Drive), das Logo "Club Spin" entspricht dem Logo des "Club Sega" in Japan. Zudem tauchen in der Studiopolis Zone die Schriftzüge "Lock On" sowie "Lock On Technology" (das Modul von Sonic & Knuckles), die Schriftzüge "COPE" und "CPU" der Spring Yard Zone des ersten Sonic-Spiels, die Sprecherkombination "Good! Great! Awesome! Outstanding! Amazing!" aus Sonic Colours (2010, Nintendo Wii) und die Werbeslogans "Genesis Does", "Welcome to the Next Level" und "To Be This Good Takes Ages, To Be This Good Takes Sega" auf.
Beim Erreichen der Chemical Plant Zone landet zunächst ein Tropfen der Flüssigkeit in dieser Stage auf Sonics Kopf, der sich daraufhin zunächst trocken schüttelt. Diese Animation ähnelt bewusst stark der Animation in Sonic the Hedgehog Spinball (1993), unmittelbar bevor das erste Level beginnt. Auch wenn ein Act abgeschlossen wird, springt Sonic kurz mit erhobenem Zeigefinger in die Luft, bevor er seine Siegerpose einnimmt. Dieser Sprung entspricht absichtlich fast pixelgenau seiner verworfenen Pose im ersten Sonic the Hedgehog (1991), wie alte Screenshots und später veröffentlichte Prototypen belegen. Ebenfalls verworfen wurde damals Sonics Tauchermaske, die ihn ursprünglich im Original vor dem Ertrinken in Unterwasserleveln bewahrt hätte sollen. Diese ist in Sonic Mania zu sehen, wenn man selbst Tails als Spielfigur gewählt hat, da dabei Sonic als Pilot des Tornado-Flugzeugs agiert und seine ehemalige Tauchmaske hier als Pilotenbrille nutzt. Im umgekehrten Falle trägt Tails als Pilot seine Pilotenbrille aus dem japanischen Zeichentrick-Kinofilm namens Sonic the Hedgehog aus dem Jahre 1996.
Ebenfalls für das erste Sonic-the-Hedgehog-Spiel geplant waren hasen-artige Gegner in Roboterform namens „Splats“. Diese wurden so kurz vor Release des ersten Spiels entfernt, sodass sich ihre Beschreibung mit Text und Bild noch in der veröffentlichten Bedienungsanleitung des Spiels befinden und sie sogar als Merchandise-Produkte erschienen. Nach Auftritten in einer Vielzahl von Sonic-Fangames debütierten die "Splats" endlich offiziell in der Press Garden Zone in Sonic Mania. Auch die UFO-ähnlichen Objekte am Himmel der Marble Zone, die im Laufe der Entwicklung des ersten Sonic-Spiels entfernt wurden, findet man in Laternen der Studiopolis Zone in Sonic Mania.
Nach dem Sieg über den Boss des zweiten Acts der Studiopolis Zone ist ein dauerhafter Störsound während der Punkteabrechnung zu hören. Dieser ist eine Hommage an den offiziellen Sonic-Livestream zum 25. Jubiläum auf der Comic-Con 2016, bei dem unter anderem Sonic Mania erstmals vorgestellt wurde. Aufgrund technischer Schwierigkeiten und mangelnder Erfahrung mit diesem Medium war dieser Livestream über weite Strecken von einem dauerhaften Störsound geprägt, der absichtlich am Ende der Studiopolis Zone implementiert wurde. Gleichzeitig wird eine Art Testbildschirm auf dem Monitor im Spiel angezeigt, der die Zahlenkombination 072216 anzeigt; Dem Datum des besagten Livestreams am 22. Juli 2016.
Nicht nur, dass Metal Sonic als Bossgegner in der Stardust Speedway Zone agiert, er nimmt auch seine Pose aus Knuckles’ Chaotix (1995, Sega 32X) ein und wird von mehreren Silver Sonics aus Sonic the Hedgehog 2 (8-Bit) (1992, Sega Master System, Sega Game Gear) unterstützt. Im Bosskampf gegen den Heavy Shinobi in der Press Garden Zone sind Soundeffekte von The Revenge of Shinobi (1989, Sega Mega Drive) zu hören. Der Hard Boiled Heavie namens Heavy Rider am Ende der Lava Reef Zone wird laut offizieller Spieleanleitung unterstützt von einem Motobug namens Jimmy, der über das Kampfareal rast und springt. Jimmy ist dabei benannt nach dem 2013 bei einem Autounfall verstorbenen Sonic-Fangame-Ersteller "Polygon Jim". Dieser entwickelte 2010 das Fangame Motobug the Badnik in Sonic the Hedgehog, in dem man als Motobug, einem bekannten Gegner aus der Green Hill Zone, anstatt Sonic spielt. Auch wenn dieser sich so langsam bewegt wie ein normaler Motobug und das Fangame daher kaum spielbar ist, so verfügt dieser Motobug dort immerhin über eine Sprunganimation. Exakt diese Sprunganimation wurde auch für den nach ihm benannten Motobug Jimmy in Sonic Mania genutzt.
In Super Mario World (1990, Super Nintendo Entertainment System) taucht mehrfach ein Bonuslevel auf, in dem Mario senkrecht mehrere Reihen an Plattformen erklimmen muss und sich in einer Reihe drei Blöcke befinden. Werden alle drei Blöcke in der richtigen, zufallsgenerierten Reihenfolge angestoßen, erscheint ein Extraleben. In der Flying Battery Zone in Sonic Mania gibt es ein Areal, in dem man als Hommage ebenfalls senkrechte Plattformen erklimmt, in denen sich in drei Blöcken nur je eine Itembox mit Ringen oder verschiedenen Schutzschilden befindet.

## Neuveröffentlichungen
Es existieren derzeit insgesamt fünf verschiedene Bundles mit Sonic Mania-Varianten für vier verschiedene Systeme. Das Sonic Forces & Sonic Mania Plus Double Pack enthält Sonic Mania Plus sowie Sonic Forces und erschien am 23. November 2018 weltweit für PlayStation 4, Xbox One, Nintendo Switch und PC. Einzig in Spanien erschien die Plus-Version zusammen mit Team Sonic Racing als Sonic Mania Plus & Team Sonic Racing im Jahre 2019. The Ultimate Sonic Bundle enthält Sonic Mania, Sonic Forces sowie Team Sonic Racing und erschien am 21. November 2019 nur in Nordamerika für Xbox One und PC. Es sollte nicht verwechselt werden mit dem Sonic the Hedgehog: Ultimate Bundle für Steam, welches am 13. Februar 2020 erschien und in dem Sonic Mania nur eines von insgesamt 17 Sonic-Spielen darstellt. Sonic Mania + Team Sonic Racing Double Pack (ohne Plus-Version wie 2019 in Spanien) enthält Sonic Mania sowie Team Racing Racing und erschien am 26. Oktober 2020 nur in Nordamerika und nur für die Nintendo Switch.
| Name                                        | Inhalt                                                    | Releasedatum      | Region      | System                                       |
| ------------------------------------------- | --------------------------------------------------------- | ----------------- | ----------- | -------------------------------------------- |
| Sonic Forces & Sonic Mania Plus Double Pack | Sonic Mania Plus, Sonic Forces                            | 23. November 2018 | weltweit    | PlayStation 4, Xbox One, Nintendo Switch, PC |
| Sonic Mania Plus & Team Sonic Racing        | Sonic Mania Plus, Team Sonic Racing                       | 2019              | Spanien     | Nintendo Switch                              |
| The Ultimate Sonic Bundle                   | Sonic Mania, Sonic Forces, Team Sonic Racing              | 21. November 2019 | Nordamerika | Xbox One, PC                                 |
| Sonic the Hedgehog: Ultimate Bundle         | Sonic Mania, Sonic Forces, Team Sonic Racing + 14 weitere | 13. Februar 2020  | weltweit    | Steam                                        |
| Sonic Mania + Team Sonic Racing Double Pack | Sonic Mania, Team Sonic Racing                            | 26. Oktober 2020  | Nordamerika | Nintendo Switch                              |

## Rezeption
Sonic Mania wurde allgemein positiv bewertet. Gelobt wurde vorwiegend die konsequente Rückkehr zu Sonics ursprünglichem Gameplay, welches technisch flüssig und einwandfrei umgesetzt wurde. Auch sagte es vielen Kritikern zu, dass bekannte Zonen um neue Elemente zunehmend bereichert wurden. Dabei fiel auch der erweiterte Soundtrack auf und oftmals aufgrund der Easter Eggs und Anspielungen auch das Herzblut der Entwickler, welche spürbar viele Liebe in dieses Projekt steckten.

„Ich würde Sonic Mania wirklich gern lieben – aber dafür ist es leider nicht gut genug! Wer die rosarote Retrobrille nur kurz absetzt, der ärgert sich auch in diesem Igelflitzer über unfair platzierte Gegner und Sprungfedern, manch grottigen Bossfight, nerviges Suchen nach dem richtigen Weg oder das typische ”Verhungern” beim zu langsamen Looping-Anlauf. Ich erkenne freilich den herausfordernden Aufbau und die Komplexität vor allem der späteren Levels und deren Mechaniken – aber ich empfinde viele Abschnitte eher als mühe- denn lustvoll. Einen Daumen hoch vergebe für die bombige 2D-Optik (so toll sah noch kein Bitmap-Sonic aus), manch kreatives Obermotz-Duell, den schmissigen Sound und die Option, wahlweise mit Tails oder Knuckles zu spielen; auch den Umfang finde ich stattlich. Optisch bezaubernder Retro-Hüpfer – Sonics Mega-Drive-Fans jubeln, doch die alten Macken nerven noch immer.“

„Sonic Mania ist eine schamlose Liebeserklärung an alle Fans, die Segas Igel ebenso schätzen wie die Programmierer und Künstler, die für dieses tolle Spiel verantwortlich sind. Aber: Sonic Mania nimmt auch keine Rücksicht auf alle Spieler, die noch nicht zu diesem Kreis gehören. Wer also mit dem High-Speed-Geschicklichkeits-Gameplay der Sonic-Titel schon zu Mega-Drive-Zeiten nichts anfangen konnte, sollte hier nicht auf mehr Einsteigerfreundlichkeit hoffen. Sonic Mania kann ein frustrierendes Erlebnis sein, wenn ihr nicht zu dem Spielstil passt oder gar ein traditionelles Jump & Run erwartet. Sonic Mania kennt seine Zielgruppe ganz genau und beliefert auch ausschließlich diese – tut das aber dermaßen gut, dass man gerne Teil dieser Gruppe werden will.“

„Sonic Mania ist ein richtiges „Sonic The Hedgehog 4“ und ein würdiger Nachfolger der legendären alten Sonic-Spiele auf dem SEGA Mega Drive. Fans sollten hier definitiv zuschlagen – euch erwartet eine geballte Retrorakete voller nostalgischem Charme, der gekonnt wie subtil mit vielen neuen Inhalten aufgewertet wurde. Die neuen Zonen – wie zum Beispiel Studiopolis – sehen nicht nur super aus, sie passen auch wunderbar ins geliebte 2D-Sonic-Universum. Sonic Mania ist seit langem wieder ein Sonic-Spiel, das die Ursprünge der Reihe mit Würde trägt. Es wurde von Fans für Fans geschaffen und das ist einer der besten Schachzüge, die SEGA je hätte machen können. Da ist es wirklich schade, dass Sonic Mania nur digital erscheint. Neulinge werden einige Anlaufschwierigkeiten mit dem alten Sonic-Gameplay haben, aber es lohnt sich, ein Auge auf dieses Spiel zu werfen. Ihr werdet mit einem der besten 2D-Titel des kultigen blauen Sauseigels belohnt!“

„Sonic Mania ist das 2D-Dreamcast-Sonic, das uns nie vergönnt war und es ist besser als wir es uns ausmalten. Es ist das beste Sonic seit... Wow, sind das jetzt wirklich 25 Jahre, seit ich Sonic 2 gekauft habe? Scheint so. To be this good really takes ages. Aber von mir aus, besser spät als nie. Diese knallige Farbenpracht in 60 glücklichen Frames pro Sekunde mit all den guten Gameplay-Ideen, die nicht nur im Spiel insgesamt, sondern jedem einzelnen Level stecken, ist genau das, was die Fans seit dem Release haben wollten und wozu Sega aus welchen Gründen auch immer nie in der Lage war, es so simpel wie brillant zu liefern.“

„Schön, dass sich Sonic wieder gefangen hat: Mania schafft es deutlich besser, den Kern der Serie einzufangen als Segas letzte Versuche wie z.B. Sonic Boom. Es war eine gute Idee, einige respektierte Fan-Entwickler zu engagieren, die viel von der passenden Handhabung und dem richtigen Schwungverhalten verstehen - denn das ist schließlich die wichtigste Voraussetzung für den Flow in einem derart schnellen Jump&Run. Wenn man die Augen offen hält, flitzt man meist elegant durch die fantasievoll bunten und sehr abwechslungsreichen Welten. Im Laufe des Spiels übertreiben es die Areale aber ein wenig mit wilden Abzweigungen, nervigen Bosskämpfen oder Passagen „auf Schienen“.“

Auch aus kommerzieller Sicht war das Spiel ein großer Erfolg. Im April 2018 wurde Sonic Mania bereits über eine Million Mal verkauft, noch vor dem Release von Sonic Mania Plus. Im Mai 2021 wurde verlautet, dass sich die aktuellen Sonic-Spiele, darunter Sonic Mania, alleine im Fiskaljahr 2021 über 4,4 Millionen Mal verkaufen konnten. Aktuelle Gesamtzahlen sind derzeit aber nicht bekannt.